# Henri Péclet
Henri Peclet (3 settembre 1905 – ...) è stato un cestista svizzero.

## Carriera
Con la Svizzera ha disputato le Olimpiadi di Berlino 1936.